# Bell 214
El Bell 214 (apodado como "Big Lifter") es un helicóptero de carga media derivado de la omnipresente serie UH-1 Huey. El Bell 214ST comparte el mismo número de modelo, pero es un derivado bimotor más largo y muy modificado.

## Diseño y desarrollo

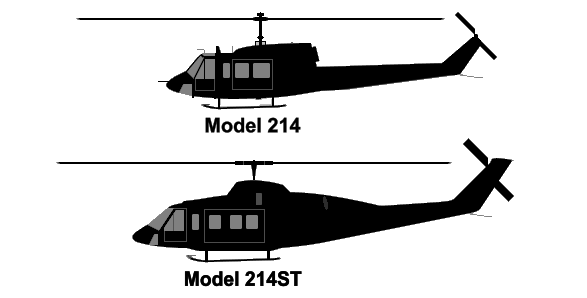
Comparación entre Bell 214 y 214ST.

El desarrollo original del Model 214 fue anunciado por Bell en 1970 bajo el nombre de "Huey Plus". El primer prototipo se basó en un fuselaje de Bell 205, equipado con un motor Lycoming T53-L-702 de 1900 shp.
El primer prototipo de demostración 214A fue seguido y evaluado en Irán durante los ejercicios de campo con las Fuerzas Armadas iraníes. El ensayo se consideró exitoso y fue seguido de un pedido de 287 helicópteros 214A. La intención era que estos helicópteros serían construido por Bell en sus instalaciones de Dallas-Fort Worth y que otros 50 214AS y 350 helicópteros de Bell 214ST se construirían luego en Irán. Al final, 296 Model 214A y 39 Model 214C se entregaron antes de que la Revolución Iraní pusiese fin a los planes de producción iraníes.
Similar en tamaño y apariencia al Bell 205 y 212, el 214 utiliza un único y más potente motor Lycoming LTC4B-8 de 2930 shp y sistema de rotor mejorado, dándole una alta capacidad de carga y un buen rendimiento a altas temperaturas y altitud. Puede ser identificado por el conducto de escape grande y anchas palas del rotor principal sin barras estabilizadoras.
Bell ofreció el Bell 214B "BigLifter" para uso civil. Recibió la certificación en 1976. El 214B se produjo hasta 1981. Impulsado por motor turboeje Lycoming T5508D de 2930 shp (2183 kW), tiene la misma unidad del rotor y sistema de transmisión que el 214A. La transmisión tiene una potencia de 2050 shp (1528 kW) para el despegue, con una potencia nominal continua máxima de 1850 shp (1379 kW). El BigLifter cuenta con un avanzado buje del rotor con apoyos elastoméricos, un sistema de control de vuelo automático con aumento de estabilidad, y aviónica comercial.

## Variantes

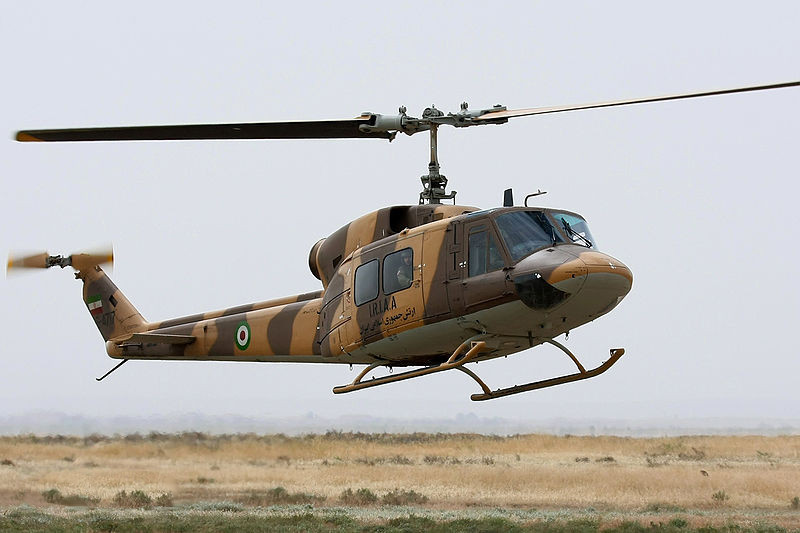
Un Bell 214 de la Aviación del Ejército de la República Islámica de Irán.

Bell 214 Huey Plus
El prototipo del 214 voló en 1970. Propulsado por un motor de turboeje Lycoming T53-L-702 de 1900 shp.
Bell 214A/C Isfahan
Los 299 Bell 214A para la Aviación del Imperial Ejército de Irán se empezaron a construir en 1972, seguidos por 39 Bell 214C con cabestrante y otro equipamiento de rescate para la Fuerza Aérea Imperial Iraní.
Bell 214B BigLifter
Versión civil del 214A. 70 construidos.
Bell 214B-1
Esta versión del Model 214B está limitada a un peso bruto máximo de 5670 kg con carga interna, debido a distintos estándares de certificación. La carga externa es la misma que la del 214B. Las únicas diferencias entre el 214B y el 214B-1 son la placa de datos y el manual de vuelo.

## Operadores

### Operadores  militares
Irán
- Aviación del Ejército de la República Islámica de Irán[1]

### Anteriores operadores militares
Ecuador
- Ejército Ecuatoriano[2]

 Omán
- Real Fuerza Aérea de Omán[3]

 Emiratos Árabes Unidos

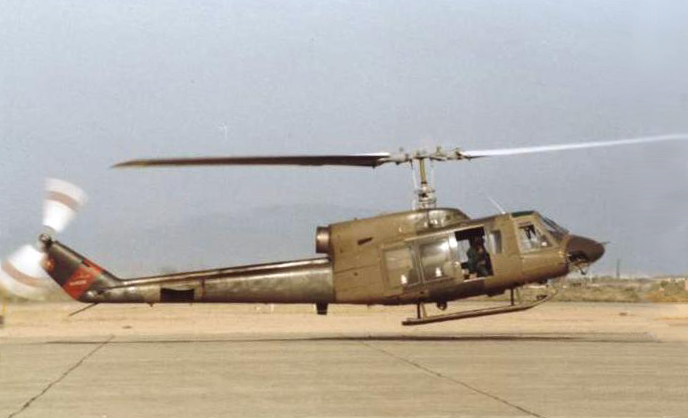
Bell 214 en Omán, 1982.

- Fuerza Aérea de los Emiratos Árabes Unidos[4]

### Operadores civiles
- McDerrmott Aviation, Australia - 3[5]

## Historia operacional
En enero de 2012, 29 Bell 214 permanecían en servicio militar, incluyendo 25 Bell 214A con Irán, y tres 214B con los Emiratos Árabes Unidos.
Aproximadamente 41 Bell 214B están en uso comercial. Los países usuarios son Australia (6), Canadá (10), Noruega (2), Singapur (3) y los Estados Unidos (15).

## Especificaciones (214A)
Referencia datos: The International Directiory of Civil Aircraft.

### Características generales
- Tripulación: Dos
- Capacidad: 1759,94 kg incluyendo a 14 soldados, o 6 camillas, o carga equivalente
- Longitud: 14,63 m
- Diámetro rotor principal: 15,24 m
- Altura: 3,90 m
- Peso vacío: 3442 kg
- Peso cargado: 6260 kg
- Peso máximo al despegue: 6805 kg
- Planta motriz: turboeje Lycoming LTC4B-8D.
  - Potencia: 2185 kW (2930 hp) cada uno.

### Rendimiento
- Velocidad crucero (Vc): 260 km/h
- Alcance: 475 km
- Techo de vuelo: 5000 m (16400 pies)

## Aeronaves relacionadas

### Desarrollos relacionados
- Bell 214ST
- Bell 204/205
- Bell 212
- Bell UH-1 Iroquois
- UH-1N Twin Huey

### Aeronaves similares
- AgustaWestland AW139

### Secuencias de designación
- Secuencia Numérica (interna de Bell): ← 210 - 211 - 212 - 214/214ST - 222 - 230 - 249 →